# Pattinaggio di figura alla XXVIII Universiade invernale
Le gare di pattinaggio di figura della XXVIII Universiade invernale si sono svolte dal 1° al 4 febbraio 2017 alla Almaty Arena. A causa del numero troppo basso di atleti che avrebbero dovuto prende parte alla gara a coppie, con solamente due coppie russe date fra i partecipanti, la stessa gara è stata eliminata dalla competizione che ha visto disputarsi regolarmente i due singoli maschile e femminile e la danza su ghiaccio.

## Podio
| Evento                     | Oro                                  | Punteggio | Argento                       | Punteggio | Bronzo                          | Punteggio |
| Singolo maschile dettagli  | Denïs Ten                            | 266.97    | Keiji Tanaka                  | 252.09    | Alexander Majorov               | 246.56    |
| Singolo femminile dettagli | Elena Radionova                      | 196.61    | Rin Nitaya                    | 187.18    | Hinano Isobe                    | 174.27    |
| Danza su ghiaccio dettagli | Oleksandra Nazarova / Maksym Nikitin | 165.62    | Sofia Evdokimova / Egor Bazin | 156.96    | Shari Koch / Christian Nüchtern | 154.00    |

## Risultati in dettaglio

### Singolo maschile
| Posizione                       | Nome                | Nazione       | Punti totali | SP | SP    | FS   | FS     |
| ------------------------------- | ------------------- | ------------- | ------------ | -- | ----- | ---- | ------ |
| 1                               | Denïs Ten           | Kazakistan    | 266.97       | 1  | 94.91 | 1    | 172.06 |
| 2                               | Keiji Tanaka        | Giappone      | 252.09       | 2  | 89.05 | 3    | 163.04 |
| 3                               | Alexander Majorov   | Svezia        | 246.56       | 6  | 81.01 | 2    | 165.55 |
| 4                               | Artur Dmitriev Jr.  | Russia        | 237.82       | 3  | 87.18 | 7    | 150.64 |
| 5                               | Ivan Righini        | Italia        | 235.47       | 5  | 82.28 | 5    | 153.19 |
| 6                               | Ryuju Hino          | Giappone      | 226.01       | 9  | 75.23 | 6    | 150.78 |
| 7                               | Michal Březina      | Rep. Ceca     | 225.05       | 8  | 75.57 | 8    | 149.48 |
| 8                               | Kim Jin-seo         | Corea del Sud | 220.22       | 14 | 66.81 | 4    | 153.41 |
| 9                               | Andrei Lazukin      | Russia        | 220.00       | 4  | 84.74 | 12   | 135.26 |
| 10                              | Guan Yuhang         | Cina          | 209.01       | 13 | 67.16 | 9    | 141.85 |
| 11                              | Romain Ponsart      | Francia       | 207.17       | 15 | 66.25 | 10   | 140.92 |
| 12                              | Abzal Rakimgaliyev  | Kazakistan    | 204.23       | 11 | 68.25 | 11   | 135.98 |
| 13                              | Maurizio Zandron    | Italia        | 203.00       | 10 | 69.71 | 13   | 133.29 |
| 14                              | Anton Shulepov      | Russia        | 200.64       | 7  | 76.13 | 15   | 124.51 |
| 15                              | Ivan Pavlov         | Ucraina       | 200.44       | 12 | 67.27 | 14   | 133.17 |
| 16                              | Lee June-hyoung     | Corea del Sud | 182.53       | 16 | 65.08 | 16   | 117.45 |
| 17                              | Adrien Tesson       | Francia       | 180.95       | 17 | 63.68 | 17   | 117.27 |
| 18                              | Chih-I Tsao         | Cina Taipei   | 174.71       | 21 | 58.13 | 18   | 116.58 |
| 19                              | Thomas Kennes       | Paesi Bassi   | 174.57       | 19 | 59.04 | 20   | 115.53 |
| 20                              | Sei Kawahara        | Giappone      | 173.86       | 23 | 57.93 | 19   | 115.93 |
| 21                              | Burak Demirboga     | Turchia       | 169.04       | 24 | 56.33 | 21   | 112.71 |
| 22                              | Ondrej Spiegl       | Svezia        | 163.48       | 22 | 58.02 | 22   | 105.46 |
| 23                              | Simon Hocquaux      | Francia       | 161.08       | 18 | 59.15 | 23   | 101.93 |
| 24                              | Michael Neuman      | Slovacchia    | 155.61       | 20 | 58.24 | 24   | 97.37  |
| Non ammessi al programma libero |                     |               |              |    |       |      |        |
| 25                              | Bela Papp           | Finlandia     | 56.08        | 25 | 56.08 | N.D. | N.D.   |
| 26                              | Charles Parry-Evans | Regno Unito   | 55.49        | 26 | 55.49 | N.D. | N.D.   |
| 27                              | Liu Runqi           | Cina          | 54.63        | 27 | 54.63 | N.D. | N.D.   |
| 28                              | Artur Panikhin      | Kazakistan    | 54.11        | 28 | 54.11 | N.D. | N.D.   |
| 29                              | Samuel Koppel       | Estonia       | 53.52        | 29 | 53.52 | N.D. | N.D.   |
| 30                              | Lee Dong won        | Corea del Sud | 50.76        | 30 | 50.76 | N.D. | N.D.   |
| 31                              | Marcus Björk        | Svezia        | 47.69        | 31 | 47.69 | N.D. | N.D.   |
| 32                              | Michel Tsiba        | Paesi Bassi   | 43.35        | 32 | 43.35 | N.D. | N.D.   |
| 33                              | Lee Harry Hau Yin   | Hong Kong     | 41.95        | 33 | 41.95 | N.D. | N.D.   |
| 34                              | Vladyslav Pikhovych | Ucraina       | 40.02        | 34 | 40.02 | N.D. | N.D.   |
| 35                              | Mario-Rafael Ionian | Austria       | 36.99        | 35 | 36.99 | N.D. | N.D.   |
| 36                              | Marco Klepoch       | Slovacchia    | 36.53        | 36 | 36.53 | N.D. | N.D.   |

### Singolo femminile
| Posizione                       | Nome                   | Nazione       | Punti totali | SP | SP    | FS   | FS     |
| ------------------------------- | ---------------------- | ------------- | ------------ | -- | ----- | ---- | ------ |
| 1                               | Elena Radionova        | Russia        | 196.61       | 1  | 69.02 | 1    | 127.59 |
| 2                               | Rin Nitaya             | Giappone      | 187.18       | 3  | 61.90 | 2    | 125.28 |
| 3                               | Hinano Isobe           | Giappone      | 174.27       | 5  | 56.78 | 3    | 117.49 |
| 4                               | Elizaveta Tuktamysheva | Russia        | 171.68       | 2  | 69.01 | 6    | 102.67 |
| 5                               | Alëna Leonova          | Russia        | 171.06       | 6  | 54.69 | 4    | 116.37 |
| 6                               | Roberta Rodeghiero     | Italia        | 161.20       | 4  | 59.03 | 7    | 102.17 |
| 7                               | Mariko Kihara          | Giappone      | 154.30       | 9  | 50.29 | 5    | 104.01 |
| 8                               | Zhao Ziquan            | Cina          | 146.94       | 8  | 53.23 | 8    | 93.71  |
| 9                               | Maria Katharina Herceg | Germania      | 140.89       | 7  | 53.29 | 13   | 87.60  |
| 10                              | Dasa Grm               | Slovenia      | 138.61       | 12 | 48.81 | 9    | 89.80  |
| 11                              | Eliska Brezinova       | Rep. Ceca     | 138.05       | 10 | 50.27 | 12   | 87.78  |
| 12                              | Giada Russo            | Italia        | 132.65       | 14 | 44.49 | 11   | 88.16  |
| 13                              | Aiza Mambekova         | Kazakistan    | 131.94       | 16 | 42.41 | 10   | 89.53  |
| 14                              | Inga Januleviciute     | Lituania      | 127.85       | 13 | 47.07 | 14   | 80.78  |
| 15                              | Josefine Taljegard     | Svezia        | 121.47       | 15 | 42.96 | 15   | 78.51  |
| 16                              | Jeromie Repond         | Svizzera      | 117.51       | 18 | 40.53 | 16   | 76.98  |
| 17                              | Li Jiayin              | Cina          | 111.75       | 20 | 39.56 | 17   | 72.19  |
| 18                              | Belinda Schonberger    | Austria       | 109.44       | 17 | 41.33 | 19   | 68.11  |
| 19                              | Sıla Saygı             | Turchia       | 108.19       | 21 | 39.49 | 18   | 68.70  |
| 20                              | Choi Hwi               | Corea del Sud | 99.77        | 19 | 39.74 | 22   | 60.03  |
| 21                              | Miroslava Hrinakova    | Slovacchia    | 97.46        | 22 | 33.32 | 20   | 64.14  |
| 22                              | Zhansaya Adykhanova    | Kazakistan    | 92.09        | 23 | 32.37 | 23   | 59.72  |
| 23                              | Veronika Sheveleva     | Kazakistan    | 90.82        | 24 | 30.66 | 21   | 60.16  |
| WD                              | Kim Hae jin            | Corea del Sud |              | 11 | 49.30 |      |        |
| Non ammesse al programma libero |                        |               |              |    |       |      |        |
| 25                              | Aislin Rosado Yanez    | Messico       | 28.66        | 25 | 28.66 | N.D. | N.D.   |
| 26                              | Priscila Alavez Vega   | Messico       | 27.89        | 26 | 27.89 | N.D. | N.D.   |
| 27                              | Nina Larissa Wolfslast | Austria       | 24.44        | 27 | 24.44 | N.D. | N.D.   |
| 28                              | Dimitra Korri          | Grecia        | 21.37        | 28 | 21.37 | N.D. | N.D.   |
| 29                              | Masinee Chayangkura    | Thailandia    | 17.62        | 29 | 17.62 | N.D. | N.D.   |
| 30                              | Kristina Bedrosova     | Kirghizistan  | 17.18        | 30 | 17.18 | N.D. | N.D.   |

### Danza su ghiaccio
| Posizione | Nome                                  | Nazione     | Punti totali | SP | SP    | FS | FS     |
| --------- | ------------------------------------- | ----------- | ------------ | -- | ----- | -- | ------ |
| 1         | Oleksandra Nazarova / Maksym Nikitin  | Ucraina     | 165.62       | 1  | 64.12 | 1  | 101.50 |
| 2         | Sofia Evdokimova / Egor Bazin         | Russia      | 156.96       | 2  | 63.96 | 2  | 93.00  |
| 3         | Shari Koch / Christian Nüchtern       | Germania    | 154.00       | 3  | 62.32 | 3  | 91.68  |
| 4         | Katharina Müller / Tim Dieck          | Germania    | 141.22       | 4  | 61.32 | 8  | 79.90  |
| 5         | Vasilisa Davankova / Anton Shibnev    | Russia      | 137.86       | 7  | 54.60 | 4  | 83.26  |
| 6         | Chen Hong / Zhao Yan                  | Cina        | 137.24       | 5  | 55.02 | 5  | 82.22  |
| 7         | Nicole Kuzmichova / Alexandr Sinicyn  | Rep. Ceca   | 135.00       | 6  | 54.90 | 7  | 80.10  |
| 8         | Juulia Turkkila / Matthias Versluis   | Finlandia   | 130.12       | 8  | 50.60 | 9  | 79.52  |
| 9         | Jennifer Urban / Benjamin Steffan     | Germania    | 126.92       | 9  | 49.54 | 10 | 77.38  |
| 10        | Mathilde Harold / Maël Demougeot      | Francia     | 126.04       | 10 | 45.90 | 6  | 80.14  |
| 11        | Guo Yuzhu / Zhao Pengkun              | Cina        | 112.48       | 12 | 42.80 | 11 | 69.68  |
| 12        | Maria Stavitskaia / Andrei Bagin      | Russia      | 111.26       | 11 | 43.80 | 12 | 67.46  |
| 13        | Wang Xiaotong / Zhao Kaige            | Cina        | 100.02       | 13 | 38.82 | 13 | 61.20  |
| 14        | Kristsina Kaunatskaia / Yuri Hulitski | Bielorussia | 86.86        | 14 | 33.94 | 14 | 52.92  |

## Medagliere
| Posiz. | Nazione    | Oro | Argento | Bronzo | Totale |
| ------ | ---------- | --- | ------- | ------ | ------ |
| 1      | Russia     | 1   | 1       | 0      | 2      |
| 2      | Kazakistan | 1   | 0       | 0      | 1      |
| 2      | Ucraina    | 1   | 0       | 0      | 1      |
| 4      | Giappone   | 0   | 2       | 1      | 3      |
| 5      | Germania   | 0   | 0       | 1      | 1      |
| 5      | Svezia     | 0   | 0       | 1      | 1      |
| Totale | Totale     | 3   | 3       | 3      | 9      |